# Austrochilus
Austrochilus là một chi nhện trong họ Austrochilidae.

## Các loài
Tính đến  tháng 4 năm 2019 it contains seven species in Chile and Argentina:
- Austrochilus forsteri Grismado, Lopardo & Platnick, 2003 – Chile
- Austrochilus franckei Platnick, 1987 – Chile, Argentina
- Austrochilus manni Gertsch & Zapfe, 1955 (type) – Chile
- Austrochilus melon Platnick, 1987 – Chile
- Austrochilus newtoni Platnick, 1987 – Chile
- Austrochilus parwis Michalik & Wunderlich, 2017 – Chile
- Austrochilus schlingeri Platnick, 1987 – Chile